# Samuel Baldwin Marks Young

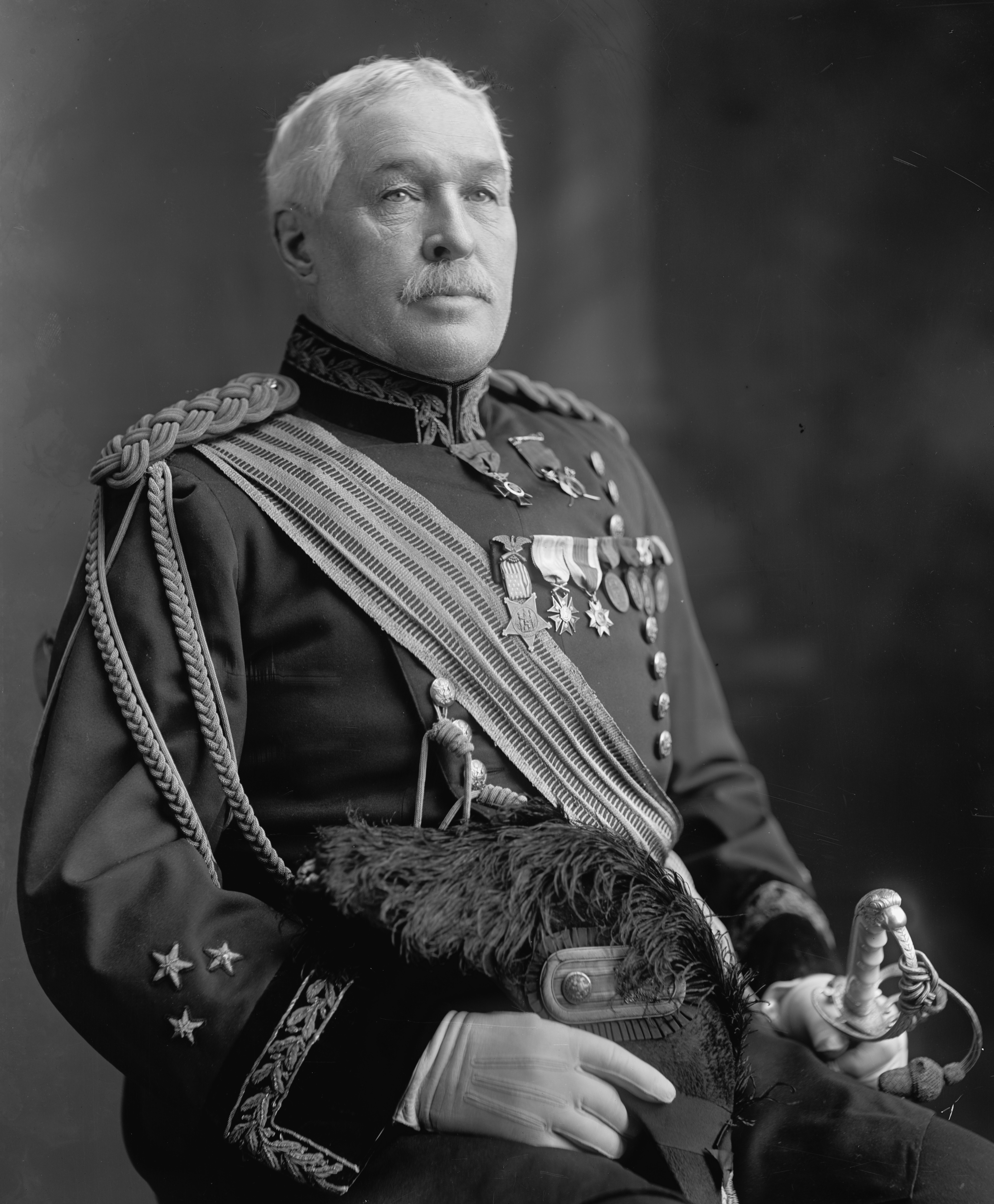
Samuel Baldwin Marks Young

Samuel Baldwin Marks Young (* 9. Januar 1840 in Pittsburgh, Allegheny County, Pennsylvania; † 1. September 1924 in Helena, Lewis and Clark County, Montana) war ein US-amerikanischer Generalleutnant der US Army, der unter anderem zwischen 1903 und 1904 erster Chef des Generalstabes des Heeres (Chief of Staff of the Army) war.

## Leben

### Sezessionskrieg
Young, fünftes von sieben Kindern von John Young und dessen Ehefrau Hannah Phillips Scott Young, trat kurz nach der Beschießung von Fort Sumter durch die Confederate States Army (CSA) am 12. April 1861 als Gefreiter (Private) am 25. April 1861 freiwillig der K-Kompanie des 12. Freiwilligen Infanterieregiments von Pennsylvania (12th Pennsylvania Volunteer Infantry) der US Army im Sezessionskrieg bei. In den nächsten drei Monaten nahm er Wach- und Garnisonsdienstaufgaben in Maryland war, ehe das Regiment im August 1861 außer Dienst gestellt wurde. Danach nahm er an Rekrutierungen für das neu aufgestellte 4. Freiwilligen-Kavallerieregiment von Pennsylvania (4th Pennsylvania Volunteer Cavalry) teil und wurde bereits am 6. September 1861 zum Hauptmann (Captain) befördert und Kompaniechef. Nach verschiedenen Feld- und Kampfeinsätzen wurde er am 20. September 1862 zum Major sowie am 1. Mai 1864 Oberstleutnant (Lieutenant Colonel) befördert. Zuletzt wurde er am 25. Juni 1864 zum Oberst (Colonel) befördert und zum Kommandeur des (4th Pennsylvania Volunteer Cavalry) ernannt. Er nahm mit seiner Einheit an der Belagerung von Petersburg (9. Juni 1864 bis 25. März 1865) sowie an der Schlacht an der Boydton Plank Road (27.–28. Oktober 1864) teil. Aufgrund seiner tapferen Verdienste und militärischen Leistung wurde ihm am 9. April 1865 der Brevet-Rang eines Brigadegenerals verliehen. Zusammen mit seinem Regiment wurde er nach Ende des Sezessionskrieges am 1. Juli 1865 aus dem Freiwilligenheer ausgemustert.

### Reguläre Armee und Chief of Staff of the Army
Knapp ein Jahr nach Kriegsende trat Young am 11. Mai 1866 als Oberleutnant (First Lieutenant) in die reguläre US Army übernommen und diente zunächst im 11. Infanterieregiment (11th US Regular Infantry). Bereits zwei Monate später wurde er am 28. Juli 1866 zum Hauptmann (Captain) befördert und zum 8. Kavallerieregiment (8th US Regular Cavalry) versetzt. Erst 17 Jahre später erfolgte am 2. April 1883 seine Beförderung zum Major sowie am 16. August 1892 zum Oberstleutnant (Lieutenant Colonel). Am 19. Juni 1897 wurde er zum Oberst (Colonel) befördert und nahm am Spanisch-Amerikanischen Krieg teil. Dort wurde er am 4. Mai 1898 Brigadegeneral sowie am 8. Juli 1898 zum Generalmajor der Freiwilligentruppen ernannt. Zunächst war er im Juli 1898 Kommandeur einer Infanteriedivision bei der Schlacht um Santiago de Cuba sowie später Militärgouverneur von Luzon während des Philippinisch-Amerikanischen Krieges.
Am 2. Januar 1900 wurde Young zum Brigadegeneral (Brigadier General) sowie am 2. Februar 1901 zum Generalmajor (Major General) der regulären US Army befördert und war als solcher von Februar 1901 bis März 1902 Kommandeur des Militärbezirks Kalifornien in der Garnison Presidio. Zugleich wurde er im November 1901 Präsident des War College Board. Nach der Reorganisation des US-Heeres wurde er am 8. August 1903 zum Generalleutnant (Lieutenant General) befördert und am 15. August 1903 zum ersten Chef des Generalstabes des Heeres (Chief of Staff of the Army) ernannt. Am 8. Januar 1904 trat er zurück und schied aus dem aktiven Militärdienst aus, woraufhin Generalleutnant Adna Chaffee am 9. Januar 1904 seine Nachfolge antrat. Er war zwischen 1910 und 1920 Gouverneur des Veteranenheims (Soldier’s Home) in Washington, D.C.
Young war in erster Ehe von 1861 bis zu deren Tode 1892 mit Margaret Jane McFadden Young verheiratet. Aus dieser Ehe gingen die Kinder Edith Young Knight,
Burton Young Read, Lillian Young Cox, Marjorie Young Gibbon, Ronald Mackenzie Young sowie Elizabeth Wright Young Hannay hervor. Seine Tochter Burton Young Read war mit Generalmajor George Windle Read verheiratet und Mutter von Generalleutnant George Windle Read Jr., der zwischen 1957 und 1960 Kommandeur der Zweiten US-Armee war. Seine Tochter Marjorie Young Gibbon war mit einem Neffen von John Gibbon verheiratet und Mutter von John Heysham Gibbon, dem Erfinder der Herz-Lungen-Maschine. In zweiter Ehe heiratete Samuel Baldwin Marks Young Anna Dean Young, mit der er bis zu seinem Tode verheiratet war. Nach seinem Tode wurde er auf dem Nationalfriedhof Arlington beigesetzt.